# Legende (volksverhaal)

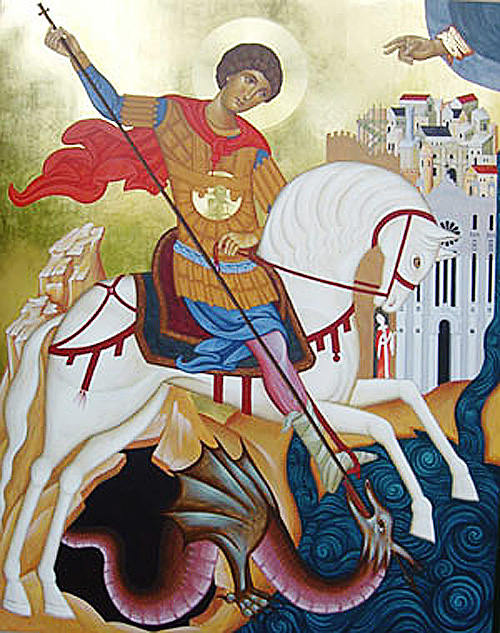
Sint Joris en de draak

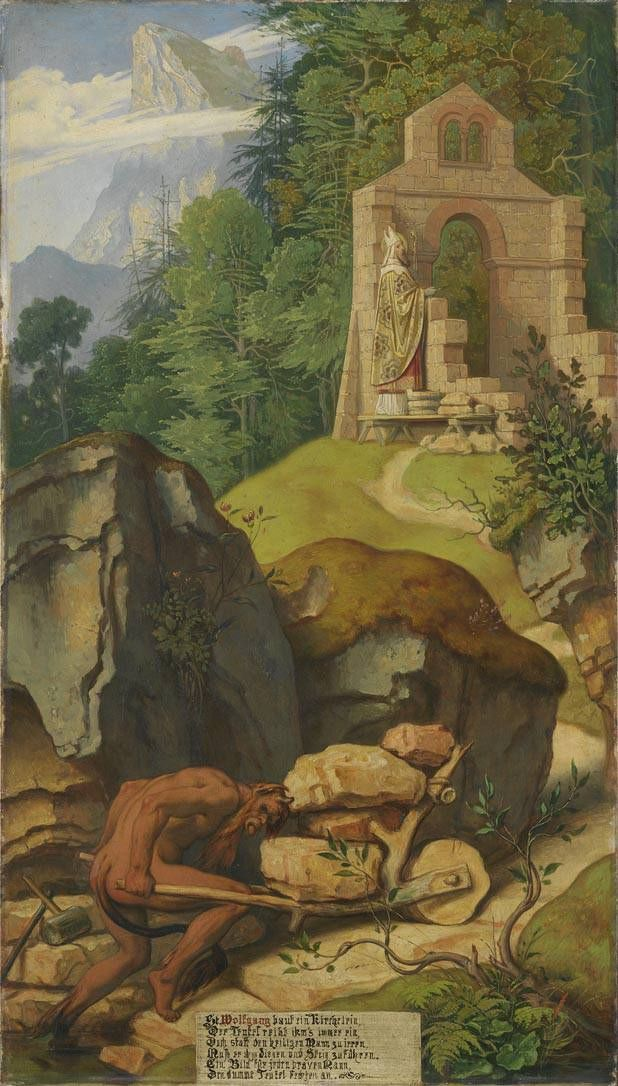
Legende van de bisschop en de duivel, Moritz von Schwindt

Een legende (afgeleid van het Latijn legenda, een gerundivum met de betekenis wat gelezen moet worden) is oorspronkelijk een alternatieve levensbeschrijving van een heilige met toegevoegde fictieve elementen, waarin aan de betreffende persoon allerlei wonderen toegedicht worden. 

## Achtergrond
Het woord legende is oorspronkelijk een gerundivum van het Latijnse werkwoord legere, waar via lectus (gelezen) en lectio (lezing) ook het Nederlandse woord les van is afgeleid. In de kloosters werd bij de metten en bij de maaltijden namelijk voorgelezen uit boeken met levensbeschrijvingen van kerkvaders. Die teksten werden in het middeleeuws Latijn aangeduid als legenda. 
Onder legende verstaat men tegenwoordig dan ook een traditioneel christelijk (met name katholiek) volksverhaal, waarin een centrale rol is weggelegd voor een heilige, Jezus Christus, Maria, of een heilig voorwerp. De verhalen kunnen bijvoorbeeld gaan over Bonifatius, Sint Nicolaas en daarnaast over een hostie die niet verbrand kan worden, een bron die geneeskrachtig water verschaft, of een heiligenbeeld dat steeds op een bepaalde locatie terugkeert. Ook (moderne) wonderlijke verhalen over (bloed) huilende Mariabeelden of over bijbels die onbrandbaar blijken, behoren tot de legenden.
De betekenis van het woord legende is later in de volksmond uitgebreid naar allerlei soorten verhalen die als waar gebeurd doorverteld worden, hoewel ze niet historisch of wetenschappelijk te bewijzen zijn. De legende wordt dan algemeen begrepen als een oud volksverhaal. Voorbeelden hiervan zijn de broodjeaapverhalen over het bestaan van het Monster van Loch Ness en de Verschrikkelijke Sneeuwman. Het gaat hier om de opvolger van de sage, de stadssage of het broodjeaapverhaal. Het gebruik van het woord 'legende' is in deze zin foutief gebruikt. In het Nederlandse verhaalonderzoek gaat men namelijk uit van het Duitstalige wetenschappelijke onderzoek (Legende naast Sage), en niet van het Engelse legend.

### Verwante begrippen
Als genre behoren legendes tot de volksverhalen, net als sagen. Een hagiografie stelt eveneens een heiligenleven centraal, maar kan ook een louter biografische beschrijving zijn, in tegenstelling tot een legende.

## Bekende legenden
- De legende van St-Joris en de draak
- Ursula van Keulen
- Nicolaas van Myra
- Sint-Valentijn
- De Tassilolinde van Wessobrunn
- Robin Hood
- Koning Arthur
- Monster van Loch Ness

## Andere betekenissen
De term legende wordt in de hedendaagse taal ook gebruikt voor beroemde personen - met name sporters en artiesten - over wie veel al dan niet verzonnen verhalen de ronde doen en wiens status of talent iconische proporties heeft aangenomen. Zo wordt bijvoorbeeld gesproken van een schaatslegende of een jazzlegende. Een vroegtijdige dood draagt vaak bij tot hun imago als legende, alhoewel dit geen vereiste is. Bepaalde mensen worden namelijk ook levende legende genoemd.